# МАЗ-530
МАЗ-530 — советский карьерный самосвал большой грузоподъёмности с колёсной формулой 6 × 4, выпускавшийся серийно Минским автомобильным заводом и Белорусским автомобильным заводом с 1957 по 1960 год и с 1960 по 1963 год, соответственно.

## История создания
В 1950-х годах СССР обладал производством карьерных двухосных самосвалов МАЗ-525 грузоподъемностью в 25 тонн. Тем не менее их потенциала для более высокой производительности уже не хватало, поэтому в середине 1950-х годов на заводе МАЗ начинается работа по созданию более грузоподъемного карьерного самосвала. Новый МАЗ-530 получает практически такую же классическую компоновку что и МАЗ-525, однако становится трёхосным, за счёт чего получает самосвальный ковшеобразный кузов значительно большего объема и на 15 тонн большую грузоподъемность. Поскольку новый самосвал по тех. заданию был намного тяжелее и производительнее МАЗ-525, он получил и более мощный дизельный V-образный 12-цилиндровый двигатель Д-12-450 мощностью 450 л. с. Из технических особенностей новой машины выделялись два задних ведущих моста на балансирной подвеске, рама представляла балку коробчатого сечения, шины увеличенного размера 18.00-32.
Первый опытный образец МАЗ-530 был готов в начале марта 1957 года. Он отправился в испытательный пробег, а к лету самосвал стал самым знаменательным экспонатом павильона «Машиностроение» на ВСХВ СССР в Москве. В следующем 1958 году МАЗ-530 экспонировался на Всемирной промышленной выставке в Брюсселе (Бельгия), где был удостоен Гран-При. МАЗ-530, как и его «младший брат» МАЗ-525, собирался вручную. Однако, возможности завода не позволяли собирать большие карьерные самосвалы в более значительных количествах, к тому же начавшаяся специализация советских автозаводов предписывала МАЗу производить тяжёлые дорожные грузовики нового поколения и военные колёсные шасси. Поэтому в 1960 году производство МАЗ-530 было перенесено на новый автомобильный завод БелАЗ в посёлке Жодино под Минском. В некоторых источниках ошибочно считается, что в связи с переносом производства на Белорусский автозавод МАЗ-530, как и МАЗ-525 получили марку БелАЗ. На самом деле они продолжали выпускаться на новом заводе под прежней маркой МАЗ. При этом сборка самосвалов осуществлялась вручную, и полностью одинаковые встречались редко - в частности, минимум одна из машин имела фары, установленные не в самом бампере, а на нём. Всего до 1963 года на МАЗе и БелАЗе успели построить три десятка самосвалов МАЗ-530.
С 1963 года МАЗ-530 снят с производства, т.к. по результатам испытаний был признан не самым удачным для работе в карьерах, поскольку имел огромный радиус для разворота и сложности с маневрированием.

## Оценка проекта

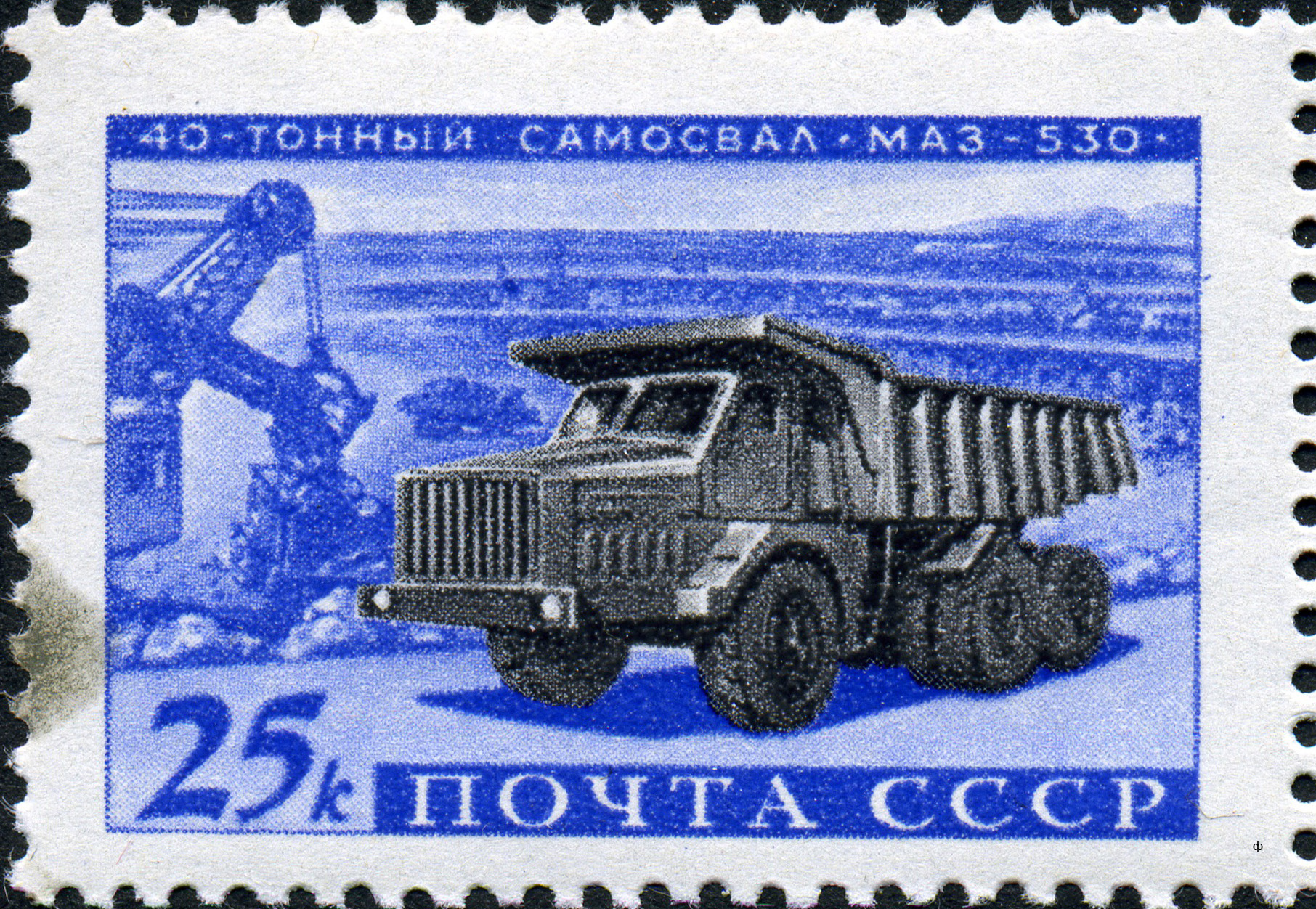
Почтовая марка СССР. Маз-530. ЦФА #2480

МАЗ-530 был несомненно большим достижением и шагом вперед всего советского автомобилестроения. Аналогичные самосвалы выпускались лишь в США. Он стал первым и единственным в СССР большим карьерным самосвалом с колёсной формулой 6 × 4 . МАЗ-530 имел весьма большие перспективы, но появился слишком поздно, в момент, когда начался перенос ряда производств на новые площади, к тому же к началу 1960-х годов его классическая компоновка уже успела устареть. На БелАЗе появилось собственное КБ, которое начало разработку принципиально новых перспективных карьерных самосвалов различной грузоподъёмности, имевших специальную компоновку, поэтому МАЗ-530 был снят с производства. 30 собранных самосвалов для такой огромной страны, как СССР, были мизером и по понятной причине, ввиду очень малого количества он не поставлялся на экспорт.

## Сохранившиеся экземпляры
Большая часть МАЗ-530 была заменена на новые карьерные самосвалы в конце 1960-х и начале 1970-х годов. К сожалению, ни одного МАЗ-530 не сохранилось.